# DCU Center
Das DCU Center ist eine Mehrzweckhalle in der US-amerikanischen Stadt Worcester im Bundesstaat Massachusetts. Das DCU Center, das im Besitz der Stadt ist, erhielt 2004 durch einen Sponsorenvertrag mit der Digital Federal Credit Union seinen jetzigen Namen.

## Geschichte
Das Worcester Centrum wurde im September 1982 als Arena mit 12.300 Sitzplätzen erbaut, im Jahr 1997 jedoch um 2.500 Plätze auf 14.800 Plätze ausgebaut. 1997 erfolgte eine Modernisierung des kompletten Gebäudes.

## Nutzung
Der Hauptnutzer des DCU Centers sind die Worcester Railers aus der ECHL, nachdem dort bis 2015 die Worcester Sharks aus der American Hockey League aktiv waren. Zuvor war das Center bereits Spielstätte der Worcester IceCats, die ebenfalls in der AHL spielten. Die New England Surge aus der Continental Indoor Football League sind ebenso im DCU Center aktiv. Weitere Nutzer waren mit den New England Blazers zwischen 1989 und 1991 ein Team der Major Indoor Lacrosse League sowie 1994 die Massachusetts Marauders aus der Arena Football League.
In den 1980er Jahren fanden regelmäßig zahlreiche Popkonzerte in Worcester statt, da der nahegelegene Boston Garden wegen seiner schwächeren Akustik vermehrt gemieden wurde. Das DCU Center dient als Alternative zum größeren TD Garden.
Veranstaltungen, die regelmäßig im DCU Center stattfinden sind Disney on Ice und WWE-Veranstaltungen. Im Jahr 2009 war es Austragungsort des AHL All-Star Classic, dessen Ausrichter die Worcester Sharks in Kooperation mit der American Hockey League sind.